# Kalin Schtarkow
Kalin Schtarkow (auch Kalin Shturkov, bulgarisch Калин Щърков) (* 20. Mai 1984) ist ein bulgarischer Fußballer, der seit März 2013 bei Tschepinez Welingrad in der bulgarischen W Grupa spielt. Seine Position ist die linke Verteidigung.

## Karriere
Schtarkow begann seine Karriere 1996 in der Jugendmannschaft von Lewski Sofia. In der Saison 2002/03 stand er erstmals im Profikader von Lewski Sofia, wurde aber in keinem Spiel eingesetzt. Zur Saison 2003/04 wurde Kalin Schtarkow an Levski Dolna Banya ausgeliehen und absolvierte dort 23 Spiele. Danach wechselte der Bulgare für zwei Jahre bis 2006 zu Rodopa Smoljan, wo er 36 mal spielte. Von 2006 bis 2008 spielte er dann bei Rilski Sportist Samokow 55 mal und 2008 wechselte er zu FC Chavdar Etropole. 2010 erreichte Schtarkow mit Etropole das Halbfinale im Bulgarischen Fußballpokal. Nach acht Jahren in B Grupavereinen wechselte er im Mai 2010 dann wieder zurück zu Lewski Sofia. Sein Transfer war ablösefrei.
Anfang 2011 wurde Schtarkow an Widima-Rakowski Sewliewo ausgeliehen, nachdem er nur zu einem Einsatz für Lewski gekommen war. Nach seiner Rückkehr kam er zu Beginn der Saison 2011/12 ebenfalls nur auf einen Einsatz, worauf ihn Widima-Rakowski Sewliewo im Oktober 2011 fest verpflichtete. Nach dem Abstieg seines neuen Teams am Saisonende wurde sein Vertrag nicht verlängert. Seit März 2013 läuft er für Drittligist Tschepinez Welingrad auf.